# ノウ・ユア・エナミー
「ノウ・ユア・エナミー」（Know Your Enemy）は、アメリカのロックバンド、グリーン・デイの楽曲。バンドの8枚目のアルバム『21世紀のブレイクダウン』に収録。アルバムより先行してシングルカットされ、アメリカのビルボードチャートでは、ホット100チャートで28位、ホット・モダン・ロック・トラックスやホット・メインストリーム・ロック・トラックスチャートで1位を記録している。また、日本のホット100チャートでも5位を記録している。
作詞はビリー・ジョー・アームストロング、作曲はグリーン・デイ。

## 概要
トレ・クールによるドラムで始まり、ギターリフが加わり、タイトルを繰り返すパートに続く。
また、この曲にはプロモーション・ビデオが作成されており、バンドメンバーによる演奏シーンを中心とした作品となっている。
バンドのライヴでも演奏されている。2009年のプロモーション来日時に日本の音楽番組『ミュージックステーション』に出演した際にも披露された。
また2010年10月に、米国プロレス団体WWEの番組スマックダウンへ楽曲提供している。
2013年11月4日放送分より、日本の朝の情報番組『朝ズバッ!』（TBS）のオープニングテーマに使用されている。

## MVについて
MVは2009年4月24日にMTVを初め世界中ので初公開された。ビデオでは、バンドが夜間、有刺鉄線フェンスで囲まれた野原のステージで演奏している。バンドは、野原を取り囲む暗視カメラや、サーチライトで周辺を巡回するヘリコプターから監視されているような描写が見られる。曲の最後では、バンドメンバーの後ろで火が燃えている。MVはロサンゼルスのダウンタウンで撮影された。

## 収録曲
CDとサブスク
| No.      | タイトル                              | 長さ |
| -------- | ------------------------------------- | ---- |
| 1        | ノウ・ユア・エナミー"Know Your Enemy" | 3:12 |
| トータル | 3:12                                  | 3:12 |

CDとデジタル・ダウンロード
| No.      | タイトル                              | 長さ |
| -------- | ------------------------------------- | ---- |
| 1        | ノウ・ユア・エナミー"Know Your Enemy" | 3:12 |
| 2        | ライツ・アウト"Lights Out"            | 2:16 |
| 3        | ハーツ・コールド"Hearts Collid"       | 2:39 |
| トータル | 8:07                                  | 8:07 |

ホットトピック限定CD
| No.      | タイトル                              | 長さ |
| -------- | ------------------------------------- | ---- |
| 1        | ノウ・ユア・エナミー"Know Your Enemy" | 3:12 |
| 2        | ライツ・アウト"Lights Out"            | 2:16 |
| トータル | 5:28                                  | 5:28 |

デジタルダウンロード（EP Napster限定）
| No.      | タイトル | 長さ  |
| -------- | --- | ----- |
| 1        | ノウ・ユア・エナミー"Know Your Enemy"                                                                                | 3:12  |
| 2        | ブールヴァード・オブ・ブロークン・ドリームス(アーヴィング・プラザ)"Boulevard of Broken Dreams(Live at lrving Plaza)" | 4:24  |
| 3        | F.O.D(ライブ・フロム・プラハ)"F.O.D(Live from Prague)"                                                               | 2:24  |
| トータル | トータル | 10:00 |

7インチビニール
| No.      | タイトル                              | 長さ |
| -------- | ------------------------------------- | ---- |
| 1        | ノウ・ユア・エナミー"Know Your Enemy" | 3:12 |
| 2        | ハーツ・コールド"Hearts Colled"       | 2:39 |
| トータル | 5:51                                  | 5:51 |

ビニールボックスセット
| No.      | タイトル                              | 長さ |
| -------- | ------------------------------------- | ---- |
| 1        | ノウ・ユア・エナミー"Know Your Enemy" | 3:12 |
| 2        | 21ガンズ"21 Guns"                     | 5:21 |
| トータル | トータル                              | 8:33 |